# Andromeda (band)

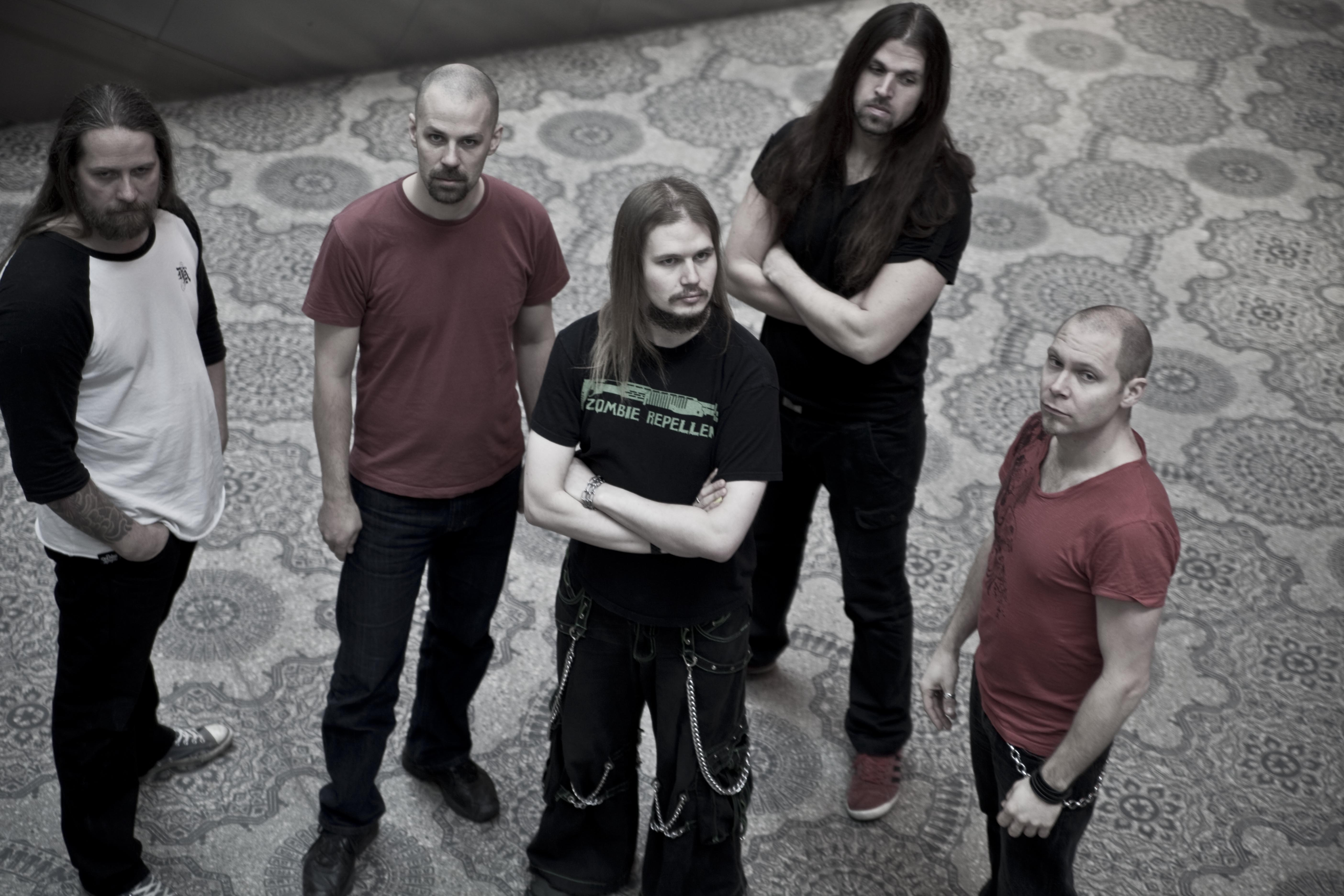
Andromeda

Andromeda is een progressive- en powermetalband uit Zweden.

## Bezetting

### Huidige bandleden
- Johan Reinholdz - gitarist (sinds 1999)
- Thomas Lejon - drummer (sinds 1999)
- Martin Hedin - toetsenist (sinds 1999)
- David Fremberg - vocalist (sinds 2001)
- Fabian Gustavsson - bassist (sinds 2003)

### Voormalige bandleden
- Lawrence Mackrory - vocalist (2000)
- Gert Dunn - bassist (1999 - 2002)
- Jakob Tanentsapf - bassist (2002 - 2003)

## Discografie
- Extension of the Wish (2001)
- II=I (2003)
- Final Extension (2004)
- Chimera (2006)
- The Immunity Zone (2008)